# Hafen Langeoog

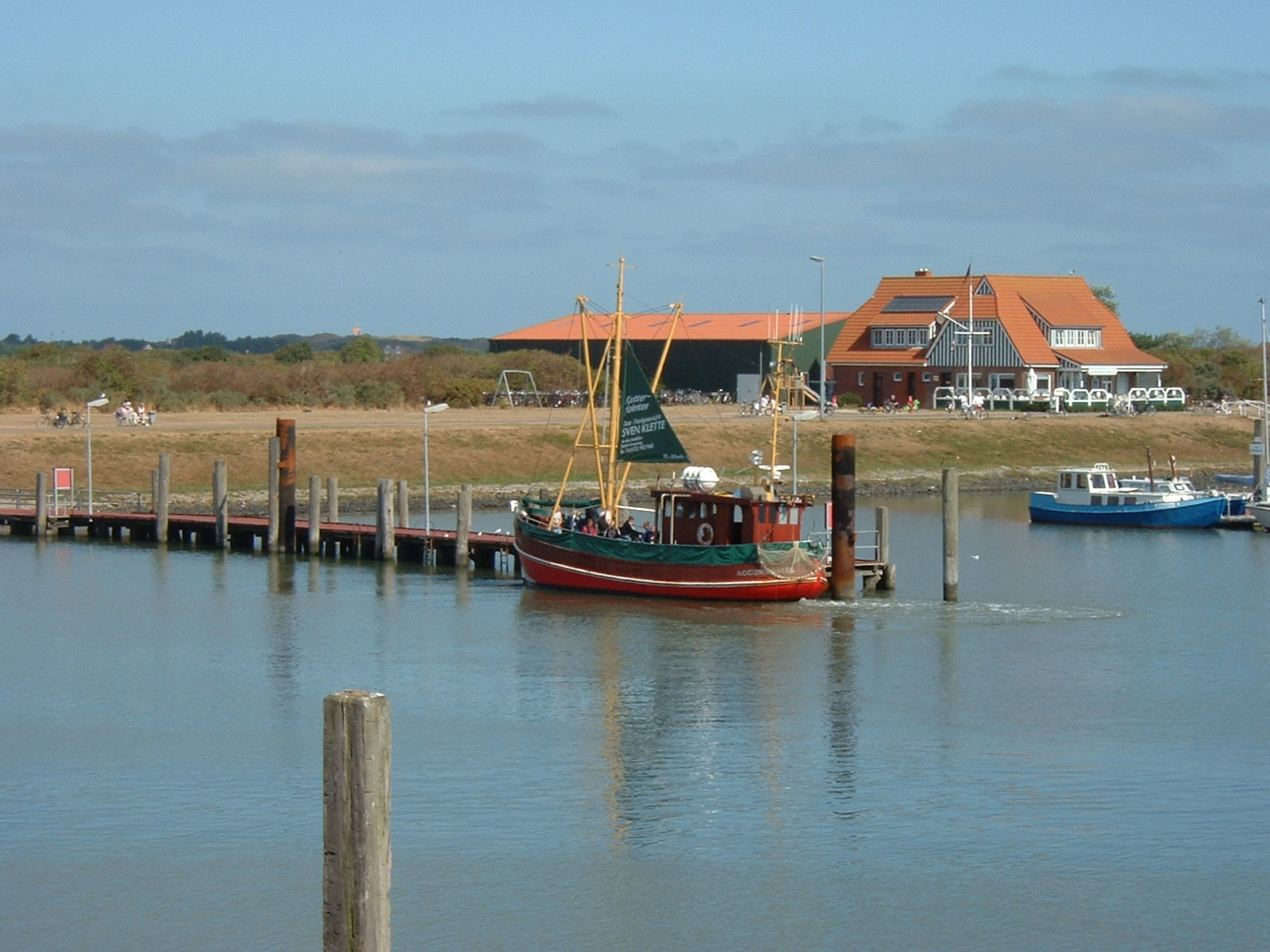
Der Langeooger Hafen

Der Hafen Langeoog ist der Seehafen der Nordseeinsel Langeoog.

## Geschichte
Im Zweiten Weltkrieg wurde der Langeooger Hafen zum Marinestützpunkt ausgebaut. Seitdem hat der Hafenbereich einen Umfang von 2,7 Kilometern.

## Heutige Nutzung
Der Langeooger Hafen ist heute das wichtigste Verkehrsbindeglied zwischen der Insel und dem Festland. Er kann unabhängig von der Tide erreicht werden. Zwischen dem Sielhafen Bensersiel und dem Hafen bestehen regelmäßige Fährverbindungen, die von der Schiffahrt der Inselgemeinde Langeoog betrieben werden. Der Langeooger Hafen ist durch die Inselbahn Langeoog mit dem Hauptort auf Langeoog verbunden. Entsprechend ist das zentrale Element des Hafens der Fähranleger für die Inselschifffahrt. Daneben gibt es eine Laderampe für die Frachtschiffe Onkel Otto und Pionier sowie einen vom Seglerverein Langeoog e.V. betriebenen Yachthafen. Ferner ist im Hafen das Seenotrettungsboot der DGzRS Secretarius (9,5/10,1-Meter-Klasse) stationiert.